# القلعة (حزم العدين)

تعديل مصدري - تعديل

القلعة محلة تابعة لقرية الاحطوب، التابعة لعزلة الاجعوم بمديرية حزم العدين إحدى مديريات محافظة إب في الجمهورية اليمنية، بلغ تعداد سكانها 20 حسب تعداد اليمن لعام 2004.